# Aïda Sellam
Aïda Sellam (sinh ngày 13 tháng 9 năm 1977) là một tay ném của người Tunisia. Cú ném tốt nhất của cá nhân cô là 60,87 mét, đạt được vào tháng 6 năm 2004 tại Tunis.

## Giải đấu quốc tế
| Năm                  | Giải đấu                     | Địa điểm                   | Thứ hạng             | Nội dung             | Chú thích            |
| Representing Tunisia | Representing Tunisia         | Representing Tunisia       | Representing Tunisia | Representing Tunisia | Representing Tunisia |
| -------------------- | ---------------------------- | -------------------------- | -------------------- | -------------------- | -------------------- |
| 1995                 | African Junior Championships | Bouaké, Ivory Coast        | 1st                  | Javelin throw (old)  | 47.38 m              |
| 1999                 | All-Africa Games             | Johannesburg, South Africa | 2nd                  | Javelin throw        | 48.91 m              |
| 2000                 | African Championships        | Algiers, Algeria           | 1st                  | Javelin throw        | 53.35 m              |
| 2001                 | Jeux de la Francophonie      | Ottawa, Canada             | 4th                  | Javelin throw        | 53.34 m              |
| 2001                 | Mediterranean Games          | Radès, Tunisia             | 5th                  | Javelin throw        | 53.23 m              |
| 2002                 | African Championships        | Radès, Tunisia             | 1st                  | Javelin throw        | 55.46 m (CR)         |
| 2002                 | World Cup                    | Madrid, Spain              | 8th                  | Javelin throw        | 52.48 m*             |
| 2003                 | All-Africa Games             | Abuja, Nigeria             | 1st                  | Javelin throw        | 54.58 m              |
| 2004                 | African Championships        | Brazzaville, Congo         | 2nd                  | Javelin throw        | 54.68 m              |
| 2004                 | Pan Arab Games               | Algiers, Algeria           | 1st                  | Javelin throw        | 58.64 m              |
| 2004                 | Olympic Games                | Athens, Greece             | 24th (q)             | Javelin throw        | 57.76 m              |
| 2005                 | Mediterranean Games          | Almería, Spain             | 4th                  | Javelin throw        | 54.19 m              |

* Đại diện cho Châu Phi.